# سامانه موشکی یا زهرا

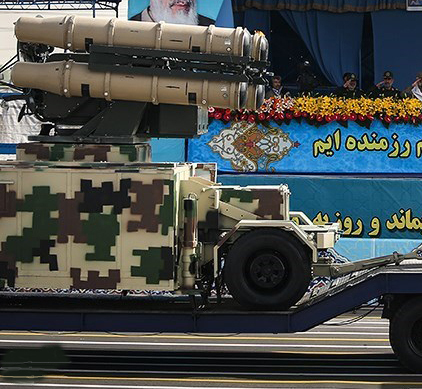
نمایش سامانه یا زهرا در ۲۹ فروردین ۱۳۹۴ در رژه روز ارتش جمهوری اسلامی ایران

یا زهرا یک سامانه موشکی پدافند هوایی ساخت وزارت دفاع جمهوری اسلامی ایران است. خط تولید سامانه سلاح پدافند هوایی یا زهرا در هشتمین روز از بهمن سال ۱۳۹۱ با حضور سردار احمد وحیدی افتتاح شد.
سامانه متحرک پدافند هوایی یا زهرا قابلیت اتصال به شبکه پدافندی ایران را دارد و قادر است در هر موقعیتی مستقر شود و مأموریت خود را انجام دهد.
این سامانه در قرارگاه پدافند هوایی خاتم الانبیاء و در یگان های پدافندی ایران گسترش پیدا کرده است.                                                                                                                                     
این سامانه پدافندی قابلیت شناسایی، ردیابی و انهدام اهداف هوایی مانند انواع هواپیماها، بالگردها و پهپادها را در ارتفاع پست را دارد.

### رادار
این سامانه برای کشف هدف از رادار تک پالس اسکای گارد که دارای برد حدود 20 کیلومتر است و همزمان 30 هدف را کشف و 12 هدف را ردگیری میکند.

### موشک
این سامانه از موشک شهاب ثاقب با طول ۲/۹۳ متر، جرم ۸۴ کیلوگرم  و با سرعت ۷۴۰ متر بر ثانیه استفاده میکند. این موشکِ پدافندی دارای بُردی برابر با 500 تا 8500 متر در مقابل هدفهایی با سرعت چهارصد متر برثانیه است، همچنین بُردِ این موشک ده کیلومتر در مقابل اهدافی با سرعت سیصد متر بر ثانیه و یازده کیلومتر در برابر بالگردها می‌باشد.

## پی نوشت‌ها
1. ↑  «نسخه آرشیو شده». بایگانی‌شده از اصلی در ۲۷ آوریل ۲۰۱۳. دریافت‌شده در ۱ اوت ۲۰۱۳.
2. ↑  موشک نظامی ایران بایگانی‌شده  در ۲۴ سپتامبر ۲۰۱۵ توسط Wayback Machine خبرگزاری رویترز
3. ↑  «سامانه پدافندی یا زهرا شکارچی هر جنبنده در اسمان».
4. ↑  میلاد شریفی. «سامانه های پدافندی موجود در ایران».